# 군포화산초등학교
군포화산초등학교는 대한민국 경기도 군포시에 있는 공립 초등학교이다.

## 학교 연혁
| 2023 - 09.01 | 제11대 박은행 교장선생님 취임                                   |
| 2023 - 03.01 | 14학급 편성(특수학급 2 포함), 유치원 1학급                      |
| 2022 - 12.30 | 제31회 졸업식(졸업생 50명, 누계 4,176명)                        |
| 2020 - 03.01 | 꿈이룸 혁신학교 운영(2020.3.1.~2024.2.29.)                      |
| 2020 - 03.01 | 청렴선도학교 운영(6년간)                                        |
| 2019 - 03.01 | 혁신공감학교 운영(5년간)                                        |
| 2007 - 11.05 | 교육부 100대 교육과정 우수학교 선정                             |
| 2007 - 03.01 | 경기도 교육청지정 교원능력개발평가 선도학교 운영(~ 2008. 2. 29) |
| 2003 - 03.01 | 경기도 교육청지정 평생교육 시범학교 운영(2년간)                 |
| 2000 - 03.01 | 경기도 교육청지정 실과교육 시범학교 운영(2년간)                 |
| 1997 - 03.01 | 병설유치원 개원 1학급                                           |
| 1997 - 03.01 | 경기도 교육청지정 열린교육 시범학교 운영(1년간)                 |
| 1992 - 04.30 | 화산국민학교로 개교                                             |
| 1992 - 03.01 | 초대 교장 이광복 선생님 취임                                    |
| 1991 - 03.11 | 설립인가                                                        |

## 참고 자료
- 군포화산초등학교 - 한국교육학술정보원 학교알리미